# Nectarinia kilimensis
La suimanga bronceado (Nectarinia kilimensis) es una especie  de ave paseriforme de la familia Nectariniidae. Se encuentra en  Angola, Burundi, República Democrática del Congo, Etiopía, Kenia, Malaui, Mozambique, Ruanda, Tanzania, Uganda, Zambia, y Zimbabue.

## Descripción
Son aves paseriformes muy pequeñas que se alimentan abundantemente de néctar, aunque también atrapan insectos, especialmente cuando alimentan sus crías. El vuelo con sus alas cortas es rápido y directo.

## Subespecies
Comprende las siguientes subespecies:
- Nectarinia kilimensis arturi
- Nectarinia kilimensis gadowi
- Nectarinia kilimensis kilimensis